# Bikini-atollen
Bikini ("Pikinni") atollen; 11°30′N 165°25′Ø / 11.500°N 165.417°Ø. Bikini er en samling koraløer i Marshalløerne i den nordlige del af Ralik-kæden i Stillehavet. Bikini blev i årene mellem 1946 og 1958 af det amerikanske forsvar udlagt som testområde for atomvåben. 1946 blev atollens indbyggere forflyttet. Før testsprængningerne blev atollens indbyggere forflyttet til andre øer i Marshalløerne. Der blev sprængt 23 atom- og brintbomber. Grundet den radioaktive forurening er Bikini fortsat ubeboet. Atollen besøges lejlighedsvis i dag af dykkere og forskere.
Beboerne accepterede oprindeligt genbosættelse på Rongerik Atoll. Imidlertid kunne Rongerik ikke producere nok mad, og øboerne sultede. De kunne ikke vende hjem, så de blev flyttet til Kwajalein Atoll i seks måneder, før de valgte at bo på Kili Island. Den amerikanske regering etablerede flere tillidsfonde, der fra 2013 dækkede lægebehandling og andre omkostninger.
1970 blev 160 beboere genbosat på Bikini-øen, men de 178 beboere blev evakueret igen i 1978 på grund af unormalt høje koncentrationer af cæsium-137 i deres kroppe. Atollen besøges lejlighedsvis i dag af dykkere og forskere.
I 2016 var der 5400 levende Bikini-øboere: 800 øboere, der boede på Kili, 2550 på Majuro, 300 på Ejit, 350 på andre Marshalløer og 1400 i USA og andre lande. Atolllen er nutiden beboet af 4-6 vagter.
Ordet bikini er genanvendt som betegnelsen for den todelte badedragt til kvinder.

## Geografi
Atollen er en koralø og har et total areal på ca. 600,1 km² hvoraf en landmasse på ca. 6,01 km² og en lagune på ca. 594,14  km². Atollen består af ca. 36 øer med højeste højde på kun 12 m o.h. De større øer er:
- Bikini, hovedøen, i den østlige del. Dens areal er 2,4 kvadratkilometer. Terrænet på Bikini er meget fladt. Øens højeste punkt er 17 meter over havet. Den strækker sig 2,9 kilometer i nord-sydlig retning, og 3,3 kilometer i øst-vestlig retning.
- Eneu, eller Enyu, i den østlige del
- Enidrik, i den vestlige del
- Ememan, i den nordlige del
- Nam, i den nordlige del
- Oroken, i den vestlige del

Atollens flyveplads Enyu Airfield (IATA-lufthavnskode "BII") har kapacitet til lokale fly.

## Historie
Mennesker har beboet Bikini-atollen i omkring 3.600 år.Arkæologer har under 1 meter sand fundet rester af trækul, fiskeben, skaller, som er dateret til mellem 1960 og 1650 f.Kr. 
Den første vesterlænding, der så Bikini-atollen, var den tysk-baltiske kaptajn og opdagelsesrejsende Otto von Kotzebue, der sejlede i tjeneste for Det Russiske Kejserrige. Han besøgte atollen tre gange i løbet af 1816 og 1817. Han opkaldte atollen Eschscholtz Atoll efter Johann Friedrich von Eschscholtz, som var med son botaniker på von Kotzebues skib. De baltiske tyskere brugte atollen til at producere copra-olie fra kokosnødder.
1886 blev atollen som en del af Marshalløerne officielt koloniseret af Tyskland, men den havde en isoleret tilværelse, da den aldrig fik nogen økonomisk betydning.